# Opera Fuoco

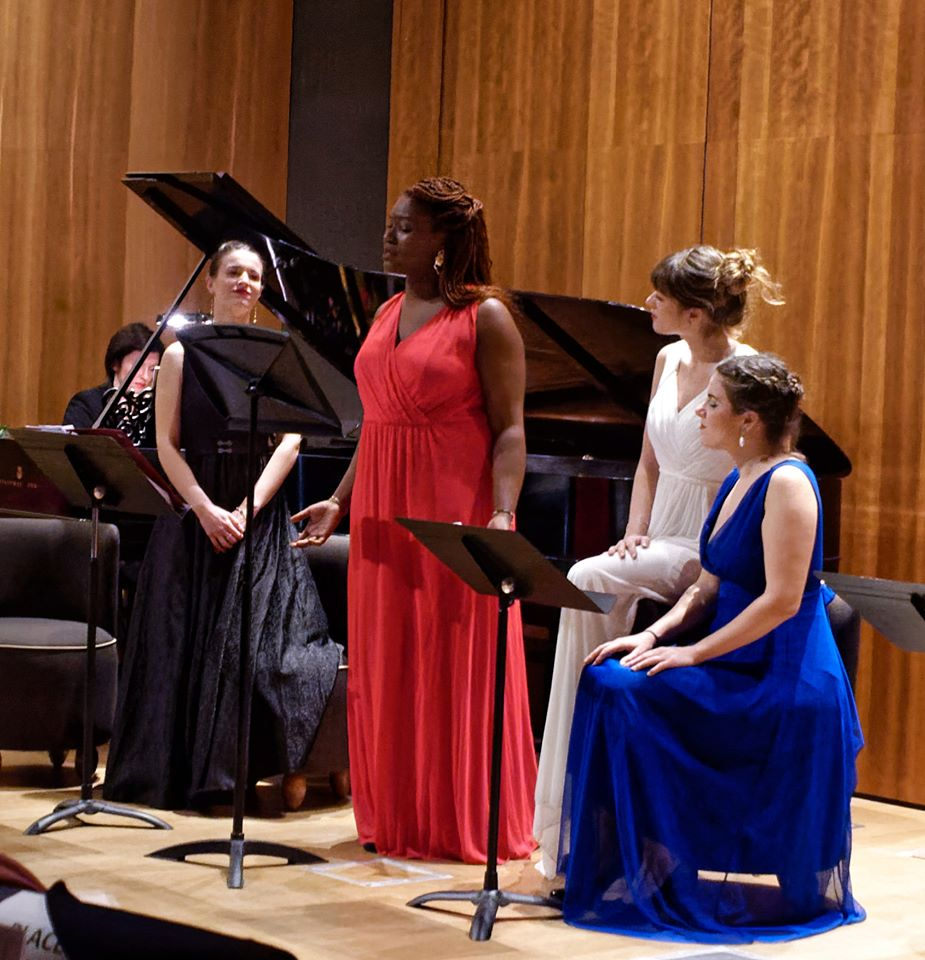
Concert-rencontre - La Rondine de Puccini

Opera Fuoco est une compagnie lyrique dirigé par David Stern. 

## Histoire

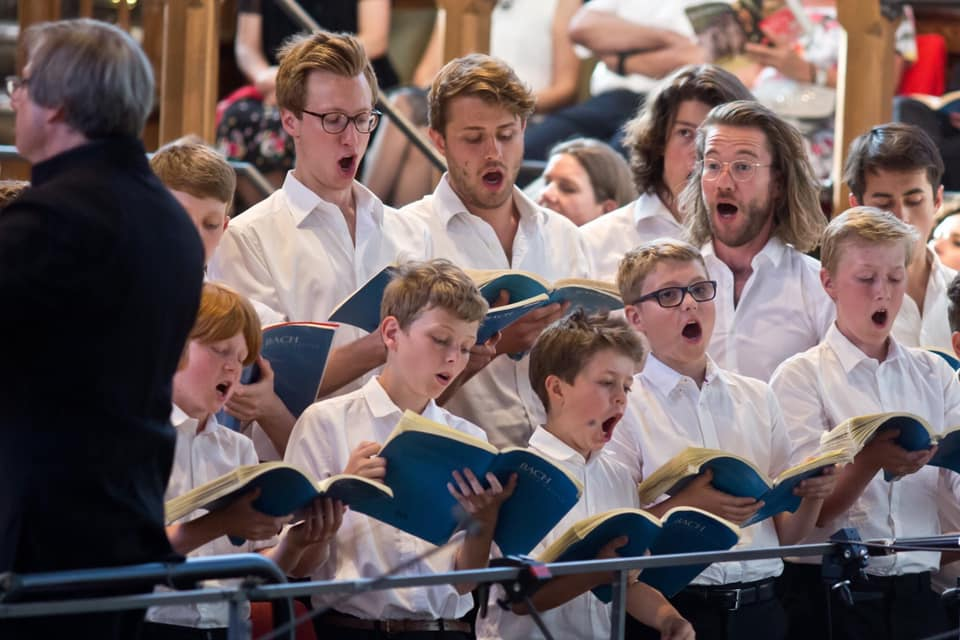
Bach - Messe en si - Leipzig 2019

Créée en 2003 par le chef d’orchestre américain David Stern, la compagnie lyrique Opera Fuoco, présente un répertoire allant du milieu du XVIIIe siècle à la musique moderne. La compagnie est composée depuis 2008, d'un atelier lyrique d'une dizaine de jeunes chanteurs professionnels et d'un orchestre sur instruments d'époque. 
Opera Fuoco est soutenu par la DRAC Ile de France / Ministère de la Culture et de la Communication et par la Région Ile de France et est en résidence à la Salle Ravel de Levallois depuis 2017. Opera Fuoco est membre de la FEVIS, de la Réunion des Opéras de France et membre junior du réseau Opera Europa. 

## Présentation

### Atelier lyrique

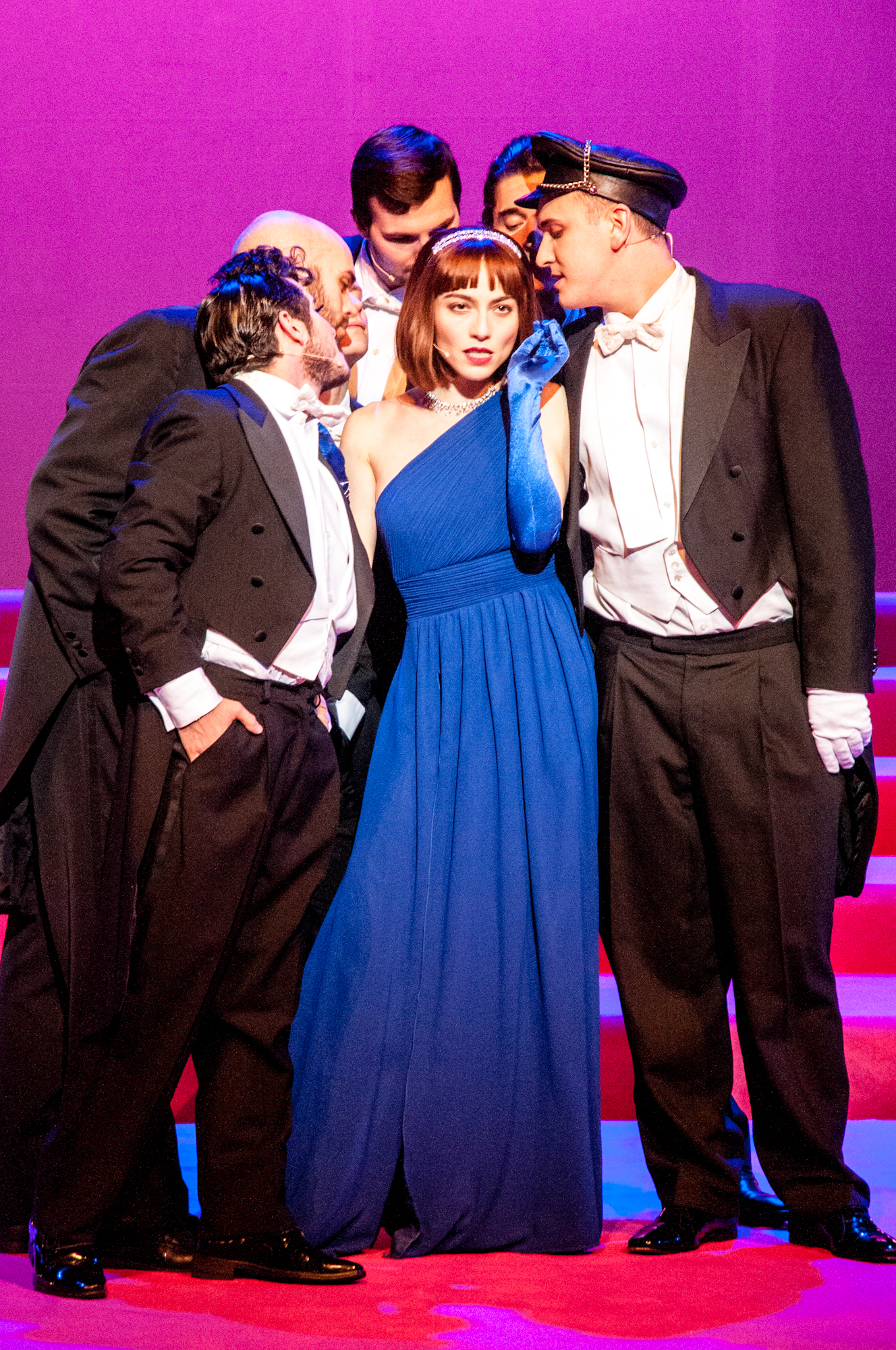
Weill - Lady in the dark - Levallois 2020

David Stern, se consacre à un travail approfondi auprès de jeunes chanteurs professionnels, leur proposant des master classes avec la collaboration régulière de grands professionnels experts dans le style abordé, aboutissant sur des concerts-rencontres présentés dans des lieux prestigieux tels que le Mona Bismarck American Center (Paris 16e), le Musée Marmottan-Monet (Paris 16e), le Théâtre Rive Gauche (Paris 14e) ou la bibliothèque Marmottan (Boulogne-Billancourt). Opera Fuoco fait également participer les jeunes artistes de son atelier lyrique à des productions scéniques d’envergure dans des salles emblématiques et en tournée. Opera Fuoco a recruté la 4e génération de son atelier lyrique en décembre 2016.
Depuis l'automne 2019, les concerts-rencontres qui restituent le travail mené pendant les masterclasses, se produisent dans l'auditorium du Petit Palais - Musée des Beaux Arts de la Ville de Paris et les masterclasses sont accueillies par l'Opéra de Massy. 

### Orchestre

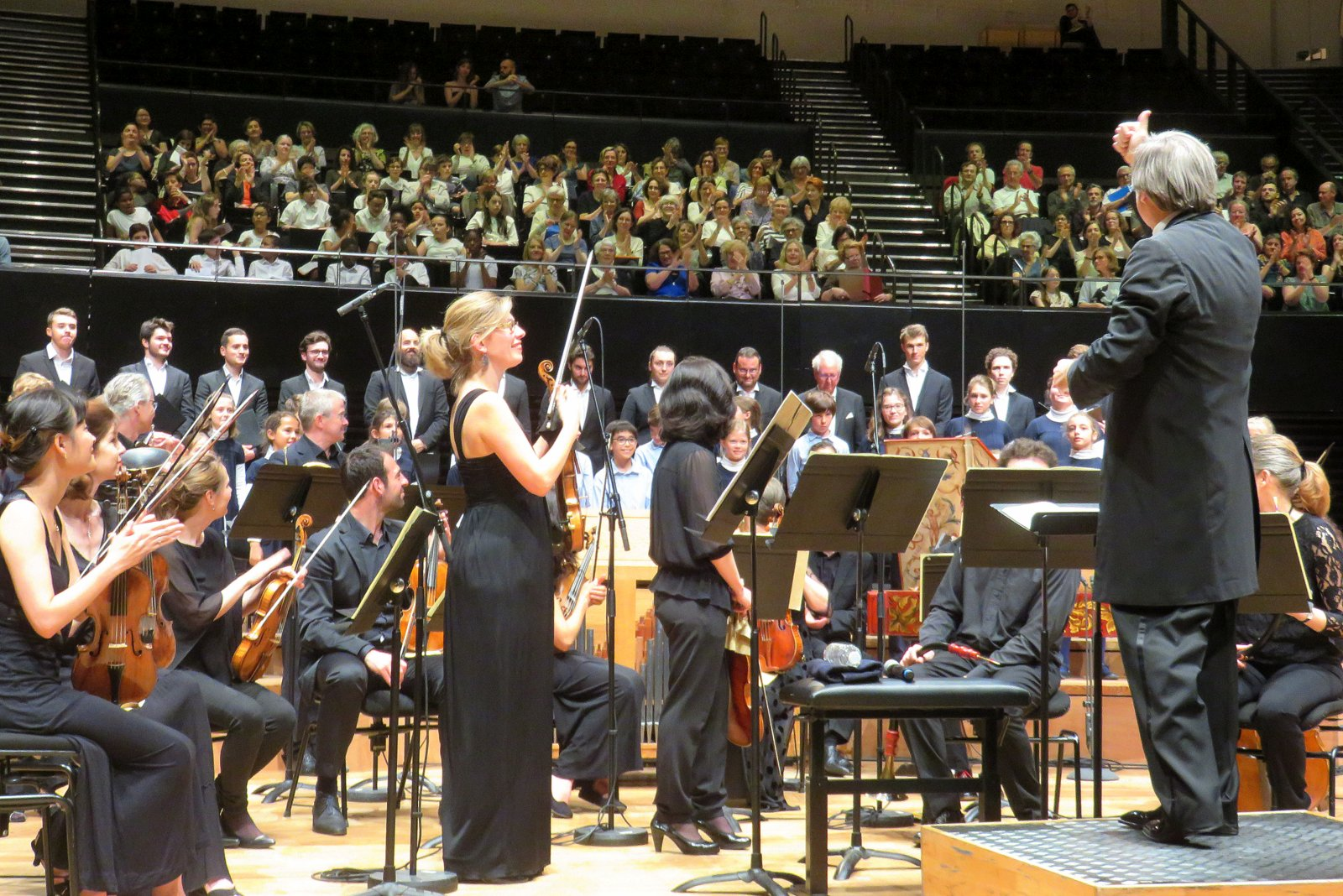
Concert participatif "Chantez Bach !" à la Philharmonie de Paris

L’orchestre d’Opera Fuoco, fondé en 2003, est un ensemble à taille variable selon le répertoire joué, qui se consacre particulièrement à mettre en valeur l’éclat et la couleur d’instruments d'époque et à souligner l’interprétation du répertoire vocal. Sous la direction de David Stern, l’orchestre se donne pour mission de saisir l’esprit de la musique de chambre et la théâtralité du répertoire baroque et classique, du bel canto ou encore du répertoire contemporain.

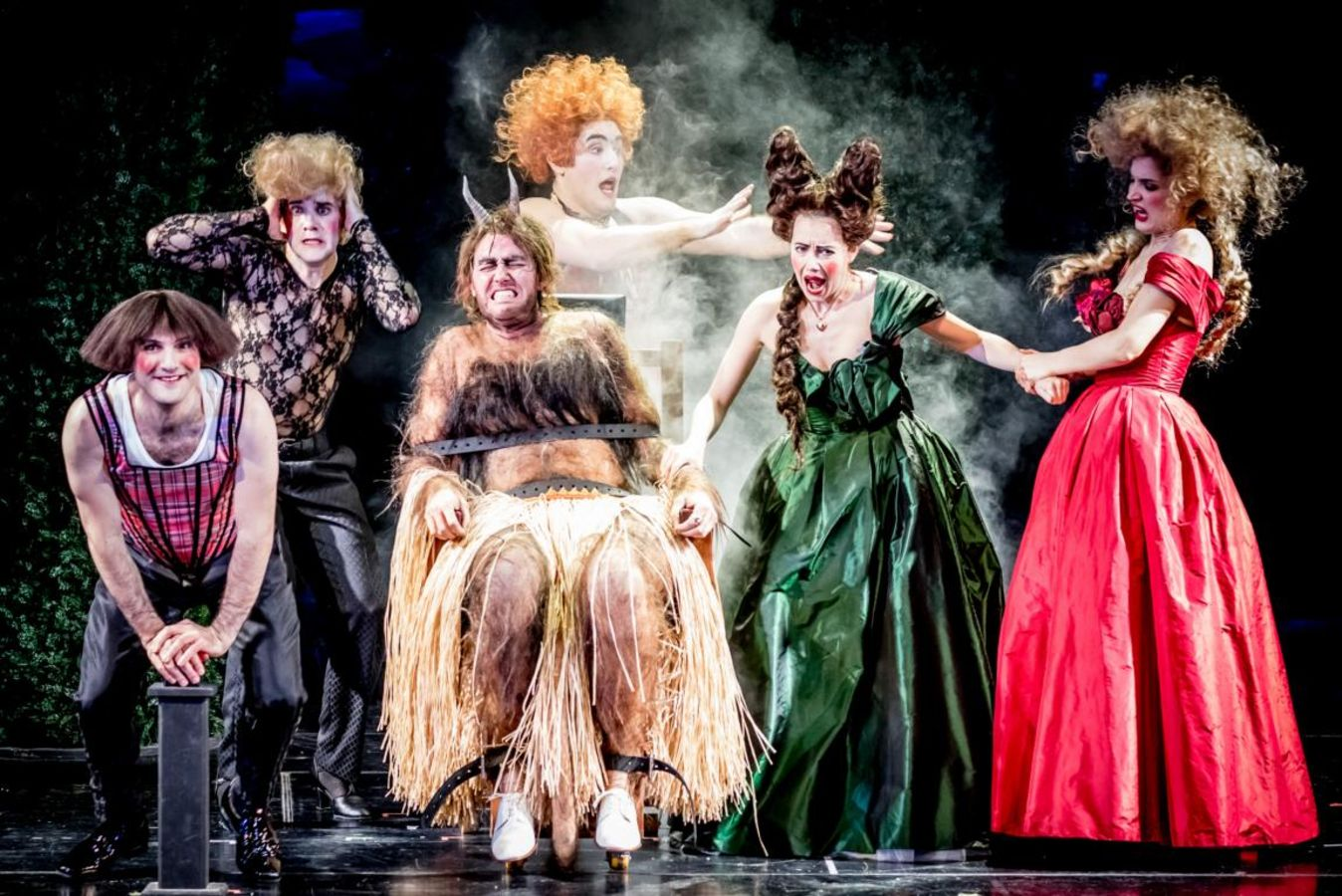
Damon de Telemann au Théâtre de Magdeburg

Opera Fuoco collabore régulièrement avec des solistes prestigieux :  Karine Deshayes, Laurent Naouri, Andreas Scholl, Natalie Dessay, Vivica Genaux. Les productions scéniques sont aussi l'occasion de travailler avec des metteurs en scène tels que Yoshi Oida, Jean-Yves Ruf ou Aaron Stiehl. 

## Discographie
- 2017 : Berenice, che fai ? avec Lea Desandre, Natalie Perez et Chantal Santon-Jeffery - Aparté
- 2014 : French Romantic cantatas, avec Karine Deshayes - Outhere / Zig-Zag Territoires - Palazzetto Bru-Zane
- 2013 : Zanaida, de Johann Christian Bach - Outhere / Zig-Zag Territoires
- 2007 : Jephtha, de Haendel -  Arion
- 2004 : Semele, de Haendel -  Arion